# Soupex
Soupex är en kommun i departementet Aude i regionen Occitanien  i södra Frankrike. Kommunen ligger  i kantonen Castelnaudary-Nord som ligger i arrondissementet Carcassonne. År 2022 hade Soupex 240 invånare.

## Befolkningsutveckling
Antalet invånare i kommunen Soupex
Referens: INSEE